# One Accord
One Accord war ein Projektchor des Janz Teams, der sich jährlich aus internationalen Sängern und Musikern formierte, um mit einem evangelistischen Konzertprogramm durch Deutschland und Europa zu touren.

## Geschichte
Das Janz Team organisierte erstmals 1981 das Projekt One Accord – ein international besetzter Chor aus jungen Christen von 17 bis 30 Jahren, der sich jeden Sommer neu formieren sollte, um mit zeitgemäßer evangelistischer Musik in ganz Deutschland und Europa Konzerte zu geben sowie Studioaufnahmen zu produzieren.
Das erste Album erschien 1982 als One Accord, der Untertitel „Junge Menschen loben Gott“ gibt Aufschluss über das Engagement der neuen Formation. Mit Denn ich bin gewiss erschien bereits 1983 das zweite Album mit selbem Untertitel. 1984 brachte One Accord sein drittes Werk Wasser des Lebens heraus – erstmals mit Danny Plett unter den Mitwirkenden. Die LP wurde vom Janz Team 2004 im Rahmen seiner Reihe zum 50. Jubiläum Janz Team Klassiker auf CD digitalisiert.
1988 übernahm der kanadische Musiker und Songwriter Danny Plett die künstlerische Leitung von One Accord. Mit ihm produzierte der Chor wichtige Alben wie I Got Joy!, 1995, Heaven, 1997, und Flying, 1999, die allesamt für ihre zeitgemäße Musik mit inhaltlichem Tiefgang positive Rezension aus dem Lager der christlichen Popmusik ernteten. Danny Plett entdeckte und förderte auch Talente aus den Chorreihen wie Anja Lehmann und Yasmina Hunzinger.
Im Herbst 2007 formierte sich One Accord ein letztes Mal für seine Abschiedstournee.

## Diskografie
| Jahr | Titel               | Verlag    |
| ---- | ------------------- | --------- |
| 1982 | One Accord          | Janz Team |
| 1983 | Denn ich bin gewiss | Janz Team |
| 1984 | Wasser des Lebens   | Janz Team |
| 1986 | Ist es wahr?        | Janz Team |
| 1988 | Love In My Heart    | Janz Team |
| 1989 | Ready For Life      | Janz Team |
| 1991 | Knock On The Sky    | Janz Team |
| 1993 | All Over The World  | Janz Team |
| 1995 | I Got Joy!          | Janz Team |
| 1997 | Heaven              | Janz Team |
| 1999 | Flying              | Janz Team |
| 2001 | Bang, Bang, Bang!   | Janz Team |

### Compilation
| Jahr | Titel              | Verlag    | Anmerkung                                |
| ---- | ------------------ | --------- | ---------------------------------------- |
| 2003 | Best Of One Accord | Janz Team | Zusammenstellung aus den Alben 1997–2001 |